# New Caledonia Division Honneur
De New Caledonia Super Ligue is de hoogste voetbaldivisie van Nieuw-Caledonië. Het is voor Oceanische normen een erg oude competitie, de eerst bekende kampioen dateert van 1933.

## Deelname
De tien deelnemende teams in 2019 zijn:

## Kampioenen
* De competities van 2002/03-2008/09 waren herfst-lentecompetities. In 2009 is de opzet gewijzigd in een jaarcompetitie, dit in verband met deelname aan de OFC Champions League.